# Sport-Club Preußen 1909 Danzig
Il Sport-Club Preußen 1909 Danzig e.V., meglio conosciuto come Preußen Danzig, è stata una società di calcio tedesca, con sede a Danzica.

## Storia
Il club fu fondato nel 1909 come sezione calcistica del Turn- und Fechtverein Preußen Danzig, società dedita a ginnastica e scherma. Pur essendo la città divenuta parte della Città libera di Danzica a seguito della sconfitta germanica nella prima guerra mondiale ed il conseguente trattato di Versailles del 1919, la squadra rimase legata al sistema calcistico tedesco. Nel 1923 la sezione calcistica si rese autonoma dalla società madre, assumendo il nome di Sportclub Preußen 1909 Danzig.
Nella stagione 1933-1934 vince il proprio girone regionale accedendo alla fase nazionale del campionato tedesco, chiuso però al quarto ed ultimo posto nel Girone A, non accedendo alla fase finale. Esordisce nella Tschammerpokal nel 1940, venendo eliminato al primo turno dal VfB Königsberg, come avvenne l'edizione seguente, eliminato dal Viktoria Stolp.
Raggiunge nuovamente la fase nazionale del campionato tedesco nel 1940-1941, e dopo aver superato le qualificazioni per l'Ostland battendo il LSV Posen, ottiene il terzo ed ultimo posto nel Gruppo 1a. A causa del prosieguo negativo del conflitto per la Germania, il club non partecipò più ai campionati, ed al termine della guerra la stessa città di Danzica passò alla Polonia e la squadra non venne più ricostituita.